# محمد الميلي (كاتب)
محمد الميلي ( 1348- 1438 هـ / 1929- 2016 م) كاتب ومؤرِّخ ودبلوماسي ووزير جزائري، له مؤلفات في التاريخ والدراسات الفكرية ومقالات سياسية وثقافية، شارك في ثورة التحرير الجزائرية، وشغل بعد استقلال الجزائر عدَّة مناصب رفيعة، منها مستشار الرئيس هواري بومدين، والمدير العام للمنظمة العربية للتربية والثقافة والعلوم، وسفير الجزائر في اليونان، ووزير التربية الوطنية. 

## سيرته
ولد محمد بن مبارك بن محمد إبراهيمي الهلالي الميلي، بمدينة الأغواط، يوم الاثنين 10 جُمادى الآخرة 1348هـ  الموافق 11 نوفمبر (تشرين الثاني) 1929. 
له عدة مؤلفات في التاريخ والدراسات الفكرية ومقالات سياسية وثقافية، شارك في ثورة التحرير الجزائرية، بعد استقلال الجزائر شغل عدة مناصب رفيعة، منها مستشار الرئيس هواري بومدين، والمدير العام لمجلة المجاهد، والمدير العام للمنظمة العربية للتربية والثقافة والعلوم، وعضو المجلس التنفيذي بمنظمة اليونسكو، وسفير الجزائر باليونان، ووزير التربية الوطنية. 
في نحو سنة 2013 مرض ولزم الفراش، ثم نقلته زوجته زينب الميلي إلى فرنسا من أجل العلاج حين عجز الأطباء الجزائريون عن علاج شلله الكلِّي.

## مؤلفاته
- فرانز فانون والثورة الجزائرية.[5]
- ابن باديس وعروبة الجزائر سنة 2007، بمناسبة الجزائر عاصمة الثقافة العربية.[6]

## وفاته
رحل في أحد المستشفيات الباريسية عن عمر ناهز تسعين سنة هجرية. ووصل جثمانه إلى الجزائر يوم الجمعة 11 ربيع الأول 1438هـ الموافق 10 ديسمبر 2016، على متن طائرة تابعة للخطوط الجوية الجزائرية، ودُفن بعد صلاة الظهر بمقبرة سيدي يحيى. وقد بعث رئيس الجمهورية عبد العزيز بوتفليقة تعزية لأسرته.